# John Michael Quinn
John Michael Quinn (ur. 17 grudnia 1945 w Detroit, Michigan) – amerykański duchowny katolicki, biskup Winona-Rochester w latach 2009-2022.

## Życiorys
Po ukończeniu seminarium w rodzinnym mieście 17 marca 1972 otrzymał święcenia kapłańskie. Skierowany na dalsze studia, ukończył Katolicki Uniwersytet Ameryki w Waszyngtonie. Pracował m.in. w kurii archidiecezjalnej (jako dyrektor Wydziału Edukacji) oraz wykładowca swej alma mater w Detroit. 
7 lipca 2003 otrzymał nominację na biskupa pomocniczego archidiecezji Detroit ze stolicą tytularną Ressiana'. Sakry udzielił mu ówczesny metropolita kardynał Adam Maida. 15 października 2008 mianowany koadiutorem biskupa Winony w Minnesocie. Sukcesję przejął 7 marca 2009.
2 czerwca 2022 papież Franciszek przyjął jego rezygnację z funkcji biskupa diecezjalnego.